# あまろっく
『あまろっく』は、2024年4月19日に公開された日本映画。監督は中村和宏、主演は江口のりこと中条あやみ。なお、兵庫県では同年4月12日から先行上映がされた。
尼崎を舞台に、39歳の独身女性、65歳の能天気な父、20歳の父の再婚相手の「想定外の共同生活」を描くホームコメディ。
タイトルのもとになった「尼ロック」とは、尼崎市にある尼崎閘門（あまがさきこうもん）のこと。船舶が通航できる巨大な設備で、尼崎市の「0メートル地帯」に海水が流れ込むのを防いでいる。英語で閘門はlock gate（ロックゲート）であることから尼ロックの愛称で呼ばれている。
なお、出演した佐川満男は体調不良を押して撮影に臨んでおり、公開直前の2024年4月12日に死去したため、この作品が遺作となった。

## 製作
監督の中村は「数年前、関西を直撃した台風で『尼崎市は【尼ロック】のお陰で被害が少なかった』という記事」を目にしたことを述べ、小6まで尼崎で育った中村も尼ロックについては何も知らず、「尼崎市民でも知らない人がほとんど。なんのアピールもせずただそこにいるだけで家族を守っている不器用な父親のようだと思った」と語っている。さらに、「阪神淡路大震災からまもなく30年をむかえる節目で、苦境の中から立ち上がる家族の姿を伝えたい」とコメントしている。

## あらすじ
近松優子は39歳で独身。小学生の時から聡明で、京都大学に進学し、卒業後は東京のコンサルティング会社で勤務していた。社員としては優秀で社長表彰を受けるほどだったが、若手へのパワハラや社内で協調性に欠けることなどから、リストラの対象となってしまう。失業後は尼崎の実家に帰ってきてくすぶった生活をしている。 
そんな中、町工場を経営しているが、仕事をせずにご近所さんと遊んでばかりの脳天気な父・竜太郎が突然20歳の早希と再婚すると言い出す。優子は早希を受け入れられず困惑する中、3人での生活が始まる。早希が育った家庭は父親のせいで円満ではなく、父親は家を出て行き、母親も早くに亡くなったことから、早希は家族の団らんに憧れている。
しかし、竜太郎が新婚1か月の時にジョギング中に倒れて急死し、優子と早希の2人暮らしが始まる。早希は優子のために知り合いの女性から紹介された見合いの話を持って来るが、その気のない優子は相手の写真を破いてしまう。
その相手とは総合商社の海外駐在から戻って来たばかりの南雲広樹で、優子とは京都大学の同級生で、ボート部員でもあった優子のことを当時から好意を持っていた。見合いは行われなかったが、2人はうどん屋で偶然再会したことがきっかけで交際が始まる。
そんな時、広樹にアブダビへの駐在が決まり、優子に一緒に来てほしいとプロポーズする。優子は妊娠が判明していた早希を1人にすることに不安を感じるが、最終的には了承する。
そんなある日、工場内の事故で、ベテラン職人の高橋鉄蔵が重傷を負い入院してしまう。鉄蔵がいなければ受注をこなせなくなり、工場の経営が行き詰まってしまうため、早希は身重にもかかわらず自分も工場の現場で働くことにより工場を存続させようとするが、優子は自宅と工場を売却し、代金の全てを早希に渡すことを考える。
優子は早希とも話し合った末に町工場の経営を引き継ぐことを決め、広樹は優子からアブダビに一緒には行けないと告げられる。その後、優子は社長、早希は営業担当の副社長となっている。そして、広樹は商社を思い切って辞めて工場の新人工員となっている。

## キャスト

### 主要人物
近松優子〈39〉
演 - 江口のりこ（幼少期：後野夏陽、高校時代：別所美紀）
独身女性。仕事最優先の生活だったが、理不尽なリストラで失業し、実家暮らしをしている。
近松早希〈20〉
演 - 中条あやみ（幼少期：黒崎紗良）
優子の継母。尼崎市役所の職員だった。価値観が優子とは違いすぎることなどから、なかなか優子に受け入れてもらえない。
近松竜太郎〈65〉
演 - 笑福亭鶴瓶（若い頃：松尾諭）
優子の父。町工場を経営している。優子に早希との突然の再婚を告げる。

### 優子の関係者
近松愛子
演 - 中村ゆり
優子の母。故人。
南雲広樹
演 - 中林大樹
お見合い相手。実は京大の同級生で以前から優子に好意を持っていた。
広樹の母
演 - 紅壱子
早希とも親しく、広樹の見合い相手の話を持ちかけている。
鮎川太一
演 - 駿河太郎（幼少期：宇治本竜ノ助）
同級生。阪神尼崎駅前でトラック屋台のおでん屋を営業しており、優子がよく来ている。
高校教師
演 - 高畑淳子
優子が通っていた高校の教師。

### 竜太郎が経営する工場
昌子
演 - 久保田磨希
庶務担当の職員。
高橋鉄蔵
演 - 佐川満男
年配のベテラン職人。工場の要となっている。
大塚孝弘
演 - 朝田淳弥
若手の職人。

### 白鳥総合研究所
優子が勤務していた東京の会社。
社長
演 - 浜村淳
優子をコンサルティング部門の成績優秀な社員として表彰する。
上司
演 - 佐渡山順久
優子の上司。優子にリストラを言い渡す。
葛原
演 - 中村凜太郎
優子の部下。優子に業務上のことで高圧的に指示されて泣き出してしまう。
社員
演 - 垪和美咲、山本真菜、しまずい香奈、真丸
優子と同じ部署の社員。
司会者
演 - 上田悦子
優子の表彰式の司会者。

### 優子の小学校関係
シノ
演 - 橋本季依
クラスメイト。
クラスメイト
演 - 河井蘭

### その他
一爽、近所の子
演 - 中谷悠希、岩崎益士
優子に勉強を教えてもらっていた近所の子。
コンビニの店員
演 - 寺田光
優子がよく行くコンビニの店員。優子によく話しかける。
市役所の職員
演 - 佐々木瞳
尼崎市役所で早希の同僚の女性職員。竜太郎が来ていると早希に教える。
街の人々
演 - 後藤健司、南谷峰洋、パピヨンズちよみ、代走みつくに、華井二等兵
三和本通商店街などの人々。
リサ
演 - 峰松布美
京大ボート部時代の優子の仲間。コックス（舵手）をしている。
ピアノ奏者
演 - 竹本玲美
優子が挙式をした神戸セントモルガン教会のピアノ奏者。

## スタッフ
- 監督・原案・企画 - 中村和宏
- 脚本 - 西井史子[21]
- 音楽 - 林ゆうき、山城ショウゴ
- 主題歌 - ユニコーン「アルカセ」（Sony Music Labels Inc. / Ki/oon Music）[21]
- 製作 - 池邉真佐哉、小西啓介、藪内広之、小林栄太朗、奥田良太、宮沢一道
- エグゼクティブプロデューサー - 首藤明日香、小西啓介、渥美昌泰
- プロデューサー - 辻井恵子、岩崎正志
- 制作プロデューサー - 谷口美希子
- 音楽プロデューサー - 島津真太郎
- 監督補 - 永冨義人
- 撮影 - 関照男
- 照明 - 平田孝浩
- 録音 - 田中聖二
- 美術 - 川原純
- 編集 - 目見田健
- 音響効果 - 濱谷光太郎
- スクリプター - 木本裕美
- VFX - 紀野伸子
- 衣装プランナー - TOCO
- ヘアメイク - 宮崎裕子
- 車両 - 中尾正伸、大森好行
- 助成 - 文化庁文化芸術振興費補助金（映画創造活動支援事業）独立行政法人日本芸術文化振興会
- 特別協賛 - 阪神電気鉄道
- 特別協力 - 兵庫県 / 尼崎市
- 協賛 - TC神鋼不動産、中島商店、レンゴー
- 制作プロダクション - MBS企画
- 配給 - ハピネットファントム・スタジオ[21]
- 製作幹事 - 毎日放送、ハピネットファントム・スタジオ
- 製作 -「あまろっく」製作委員会（毎日放送、ハピネットファントム・スタジオ、MBS企画、テンカラット、ゴエンジン、Lieetz.）[21]